# Samba rock
Il samba rock è un genere musicale fondato dalla band brasiliana Trio Mocotó verso la fine degli anni '60.

## Le origini
Il samba rock nasce dalla fusione tra musica brasiliana e la musica "giovanile" americana. Esso si  intreccia fra funky, rock, beat, MPB ed il tropicàlia di artisti come Os Mutantes e Jorge Ben. È quindi facilissimo trovarvi strumenti come chitarra elettrica o basso elettrico, spesso accompagnati da strumenti più tradizionali della samba, come per esempio le percussioni.
Questo nuovo genere si distingue per la levada lineare di chitarra, i tempi pari conditi di sincopi e ritmi sambisti, un’assenza programmatica di cavaco, e le voci preminentemente di colore. I maggiori esponenti sono il Trio Mocotó – che già negli anni ’70 accompagnava Jorge Ben –, l’astro nascente Paula Lima, il carioca Seu Jorge, ed il Clube do Balanço di Marco Mattoli, il cui cd Swing e Samba-rock, è stato definito dalla critica una specie di enciclopedia del genere.